# 不該相遇的時候
《不該相遇的時候》（英語：When it is time to leave）是臺灣創作歌手陳凡騏的首張迷你專輯，由傑出音樂製作以及好有感覺音樂發行，於2019年9月20日發行數位版，其後在同年10月25日正式發行實體版。專輯一共收錄三首歌曲：〈不該相遇的時候〉、〈朱墨〉與〈有我扛〉，實體版附加收錄各曲伴奏版本。
專輯所有歌曲皆由陳凡騏作曲與填詞，並由許明傑負責製作，歌曲曲風包括華語流行、搖滾樂與節奏藍調。專輯同名曲〈不該相遇的時候〉的音樂錄影帶發佈後點擊率突破百萬次，成為陳凡騏目前最成功的作品。

## 歌曲簡介
〈不該相遇的時候〉是一首以「在錯的時間與對的人相遇」為主題的抒情歌，以簡單的歌詞道出現代社會人與人之間的感情纏綿。
〈朱墨〉為陳凡騏在高中時期創作的歌曲，歌曲曲風為結合中國風的搖滾風格，並加上陳凡騏特殊的嘶吼唱法，給予強力的差異與衝擊力道。
〈有我扛〉是一首節奏藍調風格的流行歌曲，歌詞唱出對愛情、親情、工作等的情感抒發。

## 曲目列表
| 數位版   | 數位版                                  | 數位版 |
| 曲序     | 曲目                                    | 时长   |
| -------- | --------------------------------------- | ------ |
| 1.       | 不該相遇的時候 When it is time to leave | 4:31   |
| 2.       | 朱墨 Blood ink                          | 4:17   |
| 3.       | 有我扛 Have my burden                   | 4:11   |
| 总时长： | 总时长：                                | 13:00  |

| 實體版   | 實體版                                                          | 實體版 |
| 曲序     | 曲目                                                            | 时长   |
| -------- | --------------------------------------------------------------- | ------ |
| 4.       | 不該相遇的時候（伴奏） When it is time to leave（Instrumental） | 4:31   |
| 5.       | 朱墨（伴奏） Blood ink（Instrumental）                          | 4:17   |
| 6.       | 有我扛（伴奏） Have my burden（Instrumental）                   | 4:11   |
| 总时长： | 总时长：                                                        | 26:00  |

## 製作名單
資料來自各曲音樂錄影帶於YouTube的說明文字。

| 不該相遇的時候 - 丁天牧－編曲家 - 許明傑－製作人、混音師 - 韓卓軒－和聲、和聲編寫 - 王幸枝－大提琴 - 何其偉－電吉他、錄音師 - Louder Gong－混音師 | 朱墨 - 丁天牧－編曲家 - 許明傑－製作人、混音師 - 洪祥修－和聲、和聲編寫 - 吳明璋－二胡 - 何其偉－電吉他、錄音師 - Louder Gong－混音師 | 有我扛 - 丁天牧－編曲家 - 許明傑－製作人、混音師 - 韓卓軒－和聲、和聲編寫 - Mike Mclaughlin－吉他、電吉他 - 何其偉－錄音師 - Louder Gong－混音師 |

## 發行歷史
| 地區 | 日期           | 形式     | 廠牌                  | 來源        |
| ---- | -------------- | -------- | --------------------- | ----------- |
| 多國 | 2020年9月20日  | 線上下載 | 傑出音樂 好有感覺音樂 | [ 6 ] [ 7 ] |
| 臺灣 | 2020年12月16日 | CD       | 傑出音樂 好有感覺音樂 | [ 8 ]       |

## 資料來源
1. 1 2  . 銀河網路電台.   [2021-01-15]. （原始内容存档于2021-01-21）.
2. ↑  . 亞洲電台.   [2021-01-15]. （原始内容存档于2021-05-13）.
3. ↑  . 陳凡騏 Sen於YouTube. 2019-10-25  [2021-01-15]. （原始内容存档于2021-02-02）.
4. ↑  . 陳凡騏 Sen於YouTube. 2019-11-06  [2021-01-15]. （原始内容存档于2022-01-13）.
5. ↑  . 陳凡騏 Sen於YouTube. 2019-10-26  [2021-01-15]. （原始内容存档于2022-03-15）.
6. ↑  . Apple Music. 美國.   [2021-01-15]. （原始内容存档于2021-01-21）.
7. ↑  . Apple Music. 臺灣.   [2021-01-15]. （原始内容存档于2021-01-23）.
8. ↑  . 博客來.   [2021-01-15]. （原始内容存档于2021-01-21）.